# Tatiana Samoilova

Monumentul Tatianei Samoilova în cimitirul :ru:Новодевичьем кладбище

Tatiana Evghenevna Samoilova, (numele original: în rusă Татья́на Евге́ньевна Само́йлова, transliterat: Tatiana Evghenevna Samoilova, n. 4 mai 1934, Leningrad, RSFSR, URSS - d. 4 mai 2014, Moscova, Rusia) a fost o actriță de teatru și film rusă.

## Biografie
Tatiana Samoilova a fost fiica actorului Evgeni Valerianovici Samoilov și a Sinaidei Ilinicina Levina, cât și nepoata lui Konstantin Stanislavski. În 1937, familia s-a mutat la Moscova, deoarece tatăl dorea să lucreze cu Vsevolod Meyerhold.
În timpul școlii, Tatjana și-a dorit să fie dansatoare de balet, cu toate acestea a urmat o educație actoricească la Colegiul de Teatru Boris Șukin, deși primise un contract la Teatrul Bolșoi. Ulterior a jucat la mai multe teatre: GITIS, Teatrul Maiakovski și Teatrul Vahtangov, unde a câștigat primele experiențe. A debutat în 1955 în filmul Mexicanul al lui Vladimir Kaplunovski. Recunoașterea internațională a obținut-o cu rolul Veronikăi din filmul Zboară cocorii. Filmul maghiar Alba Regia (1961) de Mihály Szenes și lungmetrajul rus Anna Karenina (1967) de Aleksandr Zarhi, în care a jucat rolul principal, se numără printre cele mai cunoscute filme ale sale.
În retrospectiva celei de-a 56-a ediții a Festivalului Internațional de Film de la Berlin 2006, a fost sărbătorită sub mottoul „Femei de vis. Vedete de film ale anilor 1950”, prin prezentarea filmului Zboară cocorii.

## Filmografie selectivă
- 1955 Меxicanul (Мексиканец), regia Vladimir Kaplunovski
- 1957 Zboară cocorii (Летят журавли), regia Mihail Kalatozov
- 1959 Scrisoare neexpediată (Неотправленное письмо), regia Mihail Kalatozov
- 1960 Leon Garros își caută prietenul (Леон Гаррос ищет друга), r. Marcello Pagliero
- 1961 Alba Regia (Альба Регия), regia Mihály Szemes
- 1964 Ei mergeau spre răsărit (Они шли на Восток / Italiani brava gente), regia Giuseppe De Santis și Dimitri Vasilev
- 1967 Anna Karenina (Анна Каренина), r. Aleksandr Zarhi
- 1972 Нечаянные радости
- 1972 Drum lung în ziua cea scurtă (Длинная дорога в короткий день), r. Timoftei Levciuk
- 1973 Fără întoarcere (Возврата нет), regia Aleksei Saltîkov
- 1974 Oceanul (Океан), regia Iuri Vîșinski
- 1975 Briliante pentru dictatura proletariatului (Бриллианты для диктатуры пролетариата), r. Grigori Kromanov
- 2000 24 часа
- 2004 Московская сага, serial TV
- 2004 Сен-Жермен
- 2005 Далеко от Сансет-бульвара
- 2008 Нирвана